# 远藤三郎
远藤三郎（日语：／ Endō Saburō，1893年1月2日—1984年10月11日），日本陆军中将。

## 经历
远藤三郎生于山形县东置赐郡，1914年毕业于陆军士官学校，1918年陸軍砲工學校炮兵科廿三期毕业，为荣誉毕业生。1922年11月毕业于陆军大学校。关东大地震时经历龟户事件，参与隐瞒被日本陆军杀害中国人王希天的行动。后留学法国圣西尔军校，1929年毕业回国，任关东军作战主任参谋。
九一八事变后参与热河战役和塘沽协定。1937年12月改入航空兵，入滨松陆军飞行学校。1939年8月晋升陆军少将。诺门罕事件后任关东军副参谋长，认为对苏防御十分重要。中日战争期间担任第三飛行師下屬轟炸機部隊第三飛行團團長，1940年8月任官後多次同乘轟炸機視察對重慶轟炸效果，也參加了101號作戰，當時他目睹轟炸機多次差點炸到靠泊在重慶的美國炮艦，加上陸軍為了南進政策無法抽出部隊攻佔重慶，對重慶的戰略轟炸也變成不人道、破壞與西方國家的關係且沒有戰略意義的作戰任務。且在重慶轟炸的同時，納粹空軍也在對倫敦實施戰略轟炸，日本駐德英武官回饋給本國的資料也讓航空軍官省思對敵軍首都戰略轟炸的實際效果；因此在102號作戰結束後，1941年9月3日他向上級單位第三飛行集團指揮官木下敏中將提出「重慶爆擊無用論」，該論點在陸軍高層中也得到重視。1941年与日本海军合作参与重庆大轰炸，当年8月30日参与突袭蒋中正官邸的轰炸行动。
1942年12月，就任陆军航空士官学校校长，晋升陆军中将。后任陆军航空本部总务部长、軍需省航空兵器总局长，1945年编入预备役。
日本战败后1947年2月收押巢鸭监狱一年。1955年11月片山哲访问中华人民共和国时，毛泽东通过他邀请日本右翼访华。1956年访问中华人民共和国，毛泽东称“你们也是我们的先生，我们要感谢你们。正是你们打了这一仗，教育了中国人民，把一盘散沙的中国人民打得团结起来了。”1961年远藤三郎成立“日中友好旧军人协会”，任代表，曾受人指责为“国贼”和“红色将军”。